# Timo Tolkki
Timo Tolkki (ur. 3 marca 1966 w Klaukkala w Finlandii) – gitarzysta, kompozytor i wokalista fińskiej grupy muzycznej Stratovarius, którą opuścił w roku 2008 zakładając nowy zespół, Revolution Renaissance.
W 2004 roku muzyk został sklasyfikowany na 84. miejscu listy 100 najlepszych gitarzystów heavymetalowych wszech czasów według magazynu Guitar World.

## Życiorys
Tolkki dołączył do Stratovarius w 1984 roku. Przed tym grał już z zespołami Antidote, Thunder i Road Block. Na początku jego kariery z Stratovarius, usługiwał jako wokalista oraz gitarzysta. To zaprowadziło do poważnej decyzji po nagraniu trzeciej płyty, Dreamspace, którą było przyjęcie doświadczonego i wyszkolonego wokalistę, Timo Kotipelto, w 1994. Było to głównie spowodowane chęcią Tolkkiego do rozwijania swoich muzycznych talentów oraz chęcią zmiany kierunku zespołu (które od razu pociągnęły za sobą zwolnienie Tuomo Lassila oraz Antti Ikonen).
Tego samego roku Tolkki wydał pierwszy solowy album, Classical Variations and Themes, który swego czasu był jednym z jego długotrwałych ambicji. Album okazał się być całkiem inny niż praca wykonywana z zespołem. W roku 2002 wypuścił swój drugi solowy album, Hymn to Life, który odsłonił znacznie więcej życia osobistego; opisujący takie emocjonalne rozterki jak jego więź z Bogiem i jego ojcem.

## Styl grania
Poprzez pierwsze trzy albumy Stratovarius można zauważyć, że styl grania gitarą Tolkkiego był odczuwalny bardziej jako progresywny i ostrzejszy niż teraz; wyjątkowe wykorzystanie power chord dało pierwszym utworom Stratovarius mroczny i odstresowujący ton/atmosferę. Kiedy jednak Kotipelto dołączył do grupy styl Tolkkiego wykreował się bardziej w stronę melodyjnej formy power metalu;

## Dyskografia
Albumy solowe
| Classical Variations and Themes      | - Data: październik 1994 - Wydawca: a.b.s. Records   | –  | –  | –  | –  | –   |
| Hymn to Life                         | - Data: 28 stycznia 2002 - Wydawca: Nuclear Blast    | 38 | –  | –  | –  | –   |
| Saana – Warrior of Light, Part 1     | - Data: 14 marca 2008 - Wydawca: Scarlet Records     | –  | –  | –  | –  | –   |
| The Land of New Hope – A Metal Opera | - Data: 17 marca 2013 - Wydawca: Frontiers Records   | 7  | 42 | 59 | 90 | 184 |
| Angels of the Apocalypse             | - Data: 16 maja 2014 - Wydawca: Frontiers Records    | 42 | –  | –  | –  | 171 |
| Return to Eden                       | - Data: 14 czerwca 2018 - Wydawca: Frontiers Records | –  | –  | –  | –  | –   |
| "—" album nie był notowany.          |                                                      |    |    |    |    |     |

Inne
| Album                               | Rok  | Uwagi                                                                               | Źródło |
| ----------------------------------- | ---- | ----------------------------------------------------------------------------------- | ------ |
| Edguy – Vain Glory Opera            | 1998 | gościnnie gitara w utworze "Out Of Control"                                         | [ 14 ] |
| Avantasia – The Metal Opera         | 2001 | gościnnie wokal w utworze "The Tower"                                               | [ 15 ] |
| Avantasia – The Metal Opera Part II | 2002 | gościnnie gitara w utworach "The Seven Angels" i "Into The Unknown"                 | [ 16 ] |
| Thunderstone – Thunderstone         | 2002 | gościnnie gitara w utworze "Like Father, Like Son"                                  | [ 17 ] |
| Symfonia – In Paradisum             | 2011 | członek zespołu; produkcja, realizacja nagrań, miksowanie, gitara                   | [ 18 ] |
| Ring Of Fire – Battle Of Leningrad  | 2014 | członek zespołu; gitara basowa, miksowanie, mastering                               | [ 19 ] |
| Allen - Lande – The Great Divide    | 2014 | produkcja, realizacja nagrań, muzyka, instrumenty klawiszowe, gitara basowa, gitara | [ 20 ] |

## Teledyski
| Tytuł                                                               | Rok  | Reżyseria      | Album                                | Źródło |
| ------------------------------------------------------------------- | ---- | -------------- | ------------------------------------ | ------ |
| "The Letter"                                                        | 2008 | —              | Saana – Warrior of Light, Part 1     | [ 21 ] |
| "Silence of the Night"                                              | 2008 | —              | Saana – Warrior of Light, Part 1     | [ 21 ] |
| "The End"                                                           | 2008 | —              | Saana – Warrior of Light, Part 1     | [ 21 ] |
| "Enshrined In My Memory" (gościnnie: Elize Ryd)                     | 2013 | Patric Ullaeus | The Land of New Hope – A Metal Opera | [ 22 ] |
| "A World Without Us" (gościnnie: Elize Ryd, Rob Rock, Russel Allen) | 2013 | —              | The Land of New Hope – A Metal Opera | [ 22 ] |
| "Design The Century" (gościnnie: Floor Jansen)                      | 2014 | Patric Ullaeus | Angels of the Apocalypse             | [ 22 ] |